# Белін-Вале
Белін-Вале (рум. Belin-Vale) — село у повіті Ковасна в Румунії. Входить до складу комуни Белін.
Село розташоване на відстані 170 км на північ від Бухареста, 15 км на північний захід від Сфинту-Георге, 30 км на північ від Брашова.

## Населення
За даними перепису населення 2002 року у селі проживали 1274 особи. Рідною мовою 1271 особа (99,8%) назвала румунську.
Національний склад населення села:
| Національність | Кількість осіб | Відсоток |
| -------------- | -------------- | -------- |
| румуни         | 823            | 64,6%    |
| цигани         | 447            | 35,1%    |